# Лыжные гонки на зимних Олимпийских играх 2022
Соревнования по лыжным гонкам на зимних Олимпийских играх 2022 года в Пекине прошли с 5 по 20 февраля 2022 года в Национальном лыжном центре, расположенном в Чжанцзякоу.
В рамках соревнований, как и на предыдущих Олимпийских играх, разыгрывалось 12 комплектов наград.

## Квалификация
Максимальная квота установлена МОК на лыжные гонки 296 спортсменов (148 мужчин и 148 женщин). Каждый Национальный олимпийский комитет может быть представлен максимум 16 спортсменами — максимально по 8 мужчин и женщин. Спортсмен получает право участвовать на Олимпийских играх 2022 года набрав не менее 300 очков FIS на чемпионате мира 2021 года или чемпионате мира до 23 лет.

## Медали

### Медалисты

#### Мужчины
| Дисциплина                                          | Золото                                                                        | Серебро                                                                       | Бронза                                                            |
| 15 км — классический стиль см. подробнее            | Йиво Нисканен Финляндия                                                       | Александр Большунов ОКР                                                       | Йоханнес Клебо Норвегия                                           |
| 15+15 км скиатлон см. подробнее                     | Александр Большунов ОКР                                                       | Денис Спицов ОКР                                                              | Йиво Нисканен Финляндия                                           |
| 50 км масс-старт — свободный стиль см. подробнее    | Александр Большунов ОКР                                                       | Иван Якимушкин ОКР                                                            | Симен Хегстад Крюгер Норвегия                                     |
| 4×10 км эстафета см. подробнее                      | ОКР · Алексей Червоткин · Александр Большунов · Денис Спицов · Сергей Устюгов | Норвегия · Эмиль Иверсен · Пол Голберг · Ханс Кристер Холунн · Йоханнес Клебо | Франция · Ришар Жув · Юго Лапалю · Клеман Парисс · Морис Манифика |
| Спринт — свободный стиль см. подробнее              | Йоханнес Клебо Норвегия                                                       | Федерико Пеллегрино Италия                                                    | Александр Терентьев ОКР                                           |
| Командный спринт — классический стиль см. подробнее | Норвегия · Эрик Валнес · Йоханнес Клебо                                       | Финляндия · Йиво Нисканен · Йони Мяки                                         | ОКР · Александр Большунов · Александр Терентьев                   |

#### Женщины
| Дисциплина                                          | Золото                                                                     | Серебро                                                                      | Бронза                                                                    |
| 10 км — классический стиль см. подробнее            | Тереза Йохауг Норвегия                                                     | Кертту Нисканен Финляндия                                                    | Криста Пярмякоски Финляндия                                               |
| 7,5+7,5 км скиатлон см. подробнее                   | Тереза Йохауг Норвегия                                                     | Наталья Непряева ОКР                                                         | Тереза Штадлобер Австрия                                                  |
| 30 км масс-старт — свободный стиль см. подробнее    | Тереза Йохауг Норвегия                                                     | Джессика Диггинс США                                                         | Кертту Нисканен Финляндия                                                 |
| 4×5 км эстафета см. подробнее                       | ОКР · Юлия Ступак · Наталья Непряева · Татьяна Сорина · Вероника Степанова | Германия · Катерина Зауэрбрай · Катарина Хенниг · Виктория Карл · Софи Крель | Швеция · Мая Дальквист · Эбба Андерссон · Фрида Карлссон · Йонна Сундлинг |
| Спринт — свободный стиль см. подробнее              | Йонна Сундлинг Швеция                                                      | Мая Дальквист Швеция                                                         | Джессика Диггинс США                                                      |
| Командный спринт — классический стиль см. подробнее | Германия · Катарина Хенниг · Виктория Карл                                 | Швеция · Мая Дальквист · Йонна Сундлинг                                      | ОКР · Юлия Ступак · Наталья Непряева                                      |

### Общий зачёт
Жирным шрифтом выделено самое большое количество медалей в своей категории
| Общее количество медалей |           |        |         |        |       |
| Место                    | Страна    | Золото | Серебро | Бронза | Всего |
| 1                        | Норвегия  | 5      | 1       | 2      | 8     |
| 2                        | ОКР       | 4      | 4       | 3      | 11    |
| 3                        | Финляндия | 1      | 2       | 3      | 6     |
| 4                        | Швеция    | 1      | 2       | 1      | 4     |
| 5                        | Германия  | 1      | 1       | 0      | 2     |
| 6                        | США       | 0      | 1       | 1      | 2     |
| 7                        | Италия    | 0      | 1       | 0      | 1     |
| 8                        | Австрия   | 0      | 0       | 1      | 1     |
| 8                        | Франция   | 0      | 0       | 1      | 1     |
| Всего                    | Всего     | 12     | 12      | 12     | 36    |

## Расписание
Время местное (UTC+8)
| Дата                    | Старт | Соревнование               |
| ----------------------- | ----- | -------------------------- |
| Суббота, 5 февраля      | 15:45 | Скиатлон (женщины)         |
| Воскресенье, 6 февраля  | 15:00 | Скиатлон (мужчины)         |
| Вторник, 8 февраля      | 16:00 | Спринт (женщины)           |
| Вторник, 8 февраля      | 16:50 | Спринт (мужчины)           |
| Четверг, 10 февраля     | 15:00 | Классика 10 км (женщины)   |
| Пятница, 11 февраля     | 15:00 | Классика 15 км (мужчины)   |
| Суббота, 12 февраля     | 15:30 | Эстафета (женщины)         |
| Воскресенье, 13 февраля | 15:00 | Эстафета (мужчины)         |
| Среда, 16 февраля       | 17:00 | Командный спринт (мужчины) |
| Среда, 16 февраля       | 17:40 | Командный спринт (женщины) |
| Суббота, 19 февраля     | 15:00 | Масс-старт 50 км (мужчины) |
| Воскресенье, 20 февраля | 14:30 | Масс-старт 30 км (женщины) |